# Pawel Anaszkiewicz
Pawel Anaszkiewicz (Gdynia, Polonia; siglo XX) es un artista polaco-mexicano. Es un artista visual que trabaja con videoinstalaciones y esculturas.  Sus videoinstalaciones se enfrentan a espacios reales y proyectados.  En escultura trabaja con grandes piezas de metal oxidado, y su concepción del metal y del espacio que lo rodea es la de dos elementos abrazados.   Actualmente se desempeña como profesor en la Facultad de Artes Plásticas de la Universidad Autónoma del Estado Morelo en Cuernavaca.